# Bolyai (cráter)
Bolyai es un antiguo cráter de impacto situado en el hemisferio sur de la cara oculta de la Luna. Al sureste de Bolyai se encuentra el cráter Eötvös, y al norte aparece Neujmin. Lleva el nombre del matemático húngaro del siglo XIX János Bolyai.

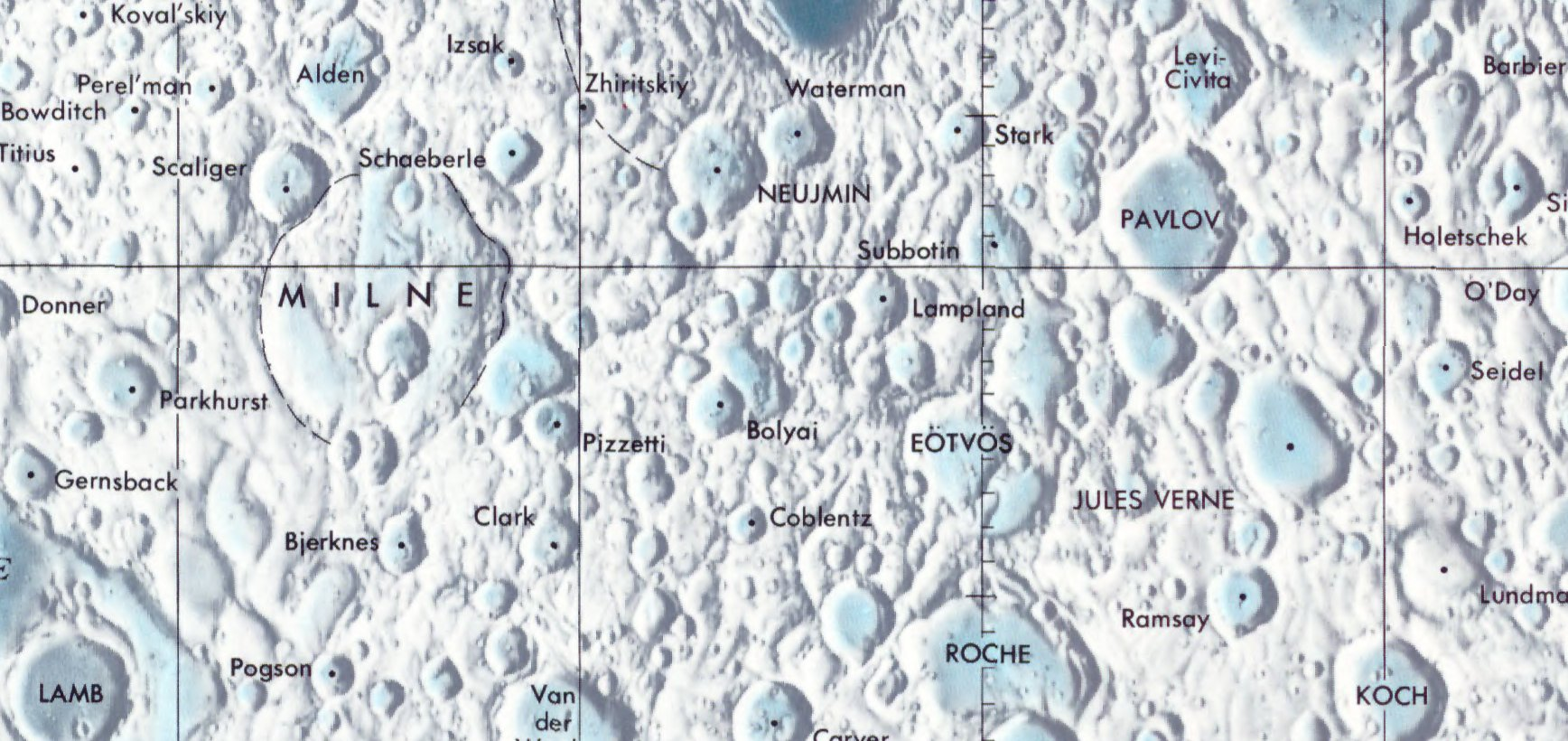
Localización de Bolyai (centro de la imagen)

Este cráter ha sido fuertemente desfigurado por impactos posteriores, dejando solo un remanente deformado del borde original, superpuesto por una multitud de cráteres menores. Los más notables son Bolyai D ubicado en el lado noreste del contorno y Bolyai W al noroeste. Este último es en realidad una formación de cráteres superpuestos.
El interior del cráter es relativamente llano, pero con su superficie completamente reconfigurada por los impactos posteriores. Cerca del punto medio, y desde allí hacia el borde occidental, una sección del suelo ha sido ocupada por el flujo de lava. Esta zona es más suave que el resto de la planta, y tiene un albedo inferior, dándole una apariencia oscura.

## Cráteres satélite

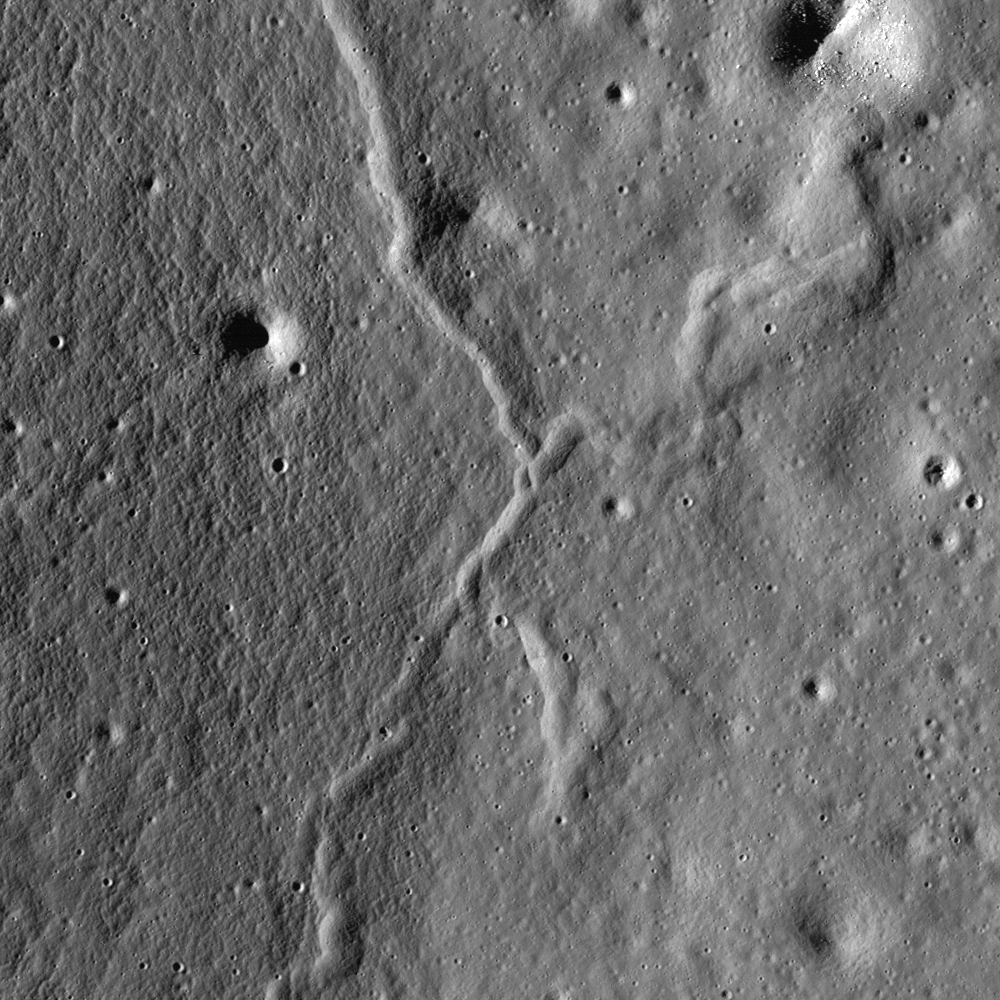
Fotografía de la misión Lunar Reconnaissance Orbiter

Por convención estos elementos son identificados en los mapas lunares poniendo la letra en el lado del punto medio del cráter que está más cerca de Bolyai.
|        | \| Bolyai \| Coordenadas \| Diámetro \| \| ------ \| ------------------------------- \| -------- \| \| D \| 32°30′S 128°00′E / -32.5, 128.0 \| 34 km \| \| K \| 36°18′S 126°48′E / -36.3, 126.8 \| 29 km \| \| L \| 36°18′S 126°12′E / -36.3, 126.2 \| 73 km \| \| Q \| 36°06′S 122°30′E / -36.1, 122.5 \| 28 km \| \| W \| 32°12′S 123°54′E / -32.2, 123.9 \| 50 km \| |          |
| Bolyai | Coordenadas | Diámetro |
| D      | 32°30′S 128°00′E / -32.5, 128.0 | 34 km    |
| K      | 36°18′S 126°48′E / -36.3, 126.8 | 29 km    |
| L      | 36°18′S 126°12′E / -36.3, 126.2 | 73 km    |
| Q      | 36°06′S 122°30′E / -36.1, 122.5 | 28 km    |
| W      | 32°12′S 123°54′E / -32.2, 123.9 | 50 km    |